# Aztecarpalus
Aztecarpalus es un  género de coleópteros adéfagos de la familia Carabidae.

## Especies
Comprende las siguientes especies:
- Aztecarpalus hebescens Bates, 1882
- Aztecarpalus hemingi Ball, 1976
- Aztecarpalus lectoculus Ball, 1970
- Aztecarpalus liolus Bates, 1882
- Aztecarpalus marmorus Ball, 1970
- Aztecarpalus platyderus Bates, 1882
- Aztecarpalus schaeffer Ball, 1970
- Aztecarpalus trochotrichis Ball, 1970
- Aztecarpalus whiteheadi Ball, 1976